# アンドレイ・ジェリャズコフ
アンドレイ・コレフ・ジェリャズコフ（Andrey Kolev Zhelyazkov、1952年7月9日 - ）は、ブルガリア・ラドネヴォ出身の元同国代表サッカー選手、元サッカー指導者。現役時代のポジションはFW。

## 経歴
1970年代から80年代にかけてブルガリアやオランダで活躍したフォワード。1971-72シーズンから10シーズン所属したPFCスラヴィア・ソフィアでは、1シーズンを除くすべてのシーズンでリーグ戦2桁得点を挙げ、1981年の夏にフェイエノールトへ移籍した。フェイエノールトでもレギュラーとして3シーズンに渡ってプレーし、エールディヴィジとKNVBカップをそれぞれ1度優勝している。その後は古巣スラヴィア・ソフィアやフランスのクラブに所属して選手キャリアを続けたが、目立った功績は残すことが出来なかった。
ブルガリア代表では1974年から12年間で54試合14得点という記録を残した。1986年には1986 FIFAワールドカップに出場するが、大会を通して途中交代からの起用が多く、チームが敗れたベスト16のメキシコ代表戦では出場機会すら無かった。敗退決定後、ブルガリア代表からの引退を決めている。

## タイトル

### クラブ
スラヴィア・プラハ
- ブルガリア・カップ : 2回 (1974-75, 1979-80)

フェイエノールト
- エールディヴィジ : 1回 (1983-84)
- KNVBカップ : 1回 (1983-84)

### 個人
- ブルガリア年間最優秀サッカー選手賞 : 1回 (1980)